# Mario Ardizzon
Mario Ardizzon (2. januar 1938 - 27. november 2012) var en italiensk fodboldspiller (forsvarer). 
Ardizzon tilbragte hele sin karriere i hjemlandet, hvor han var tilknyttet henholdsvis Venezia, Roma og Bologna. Han vandt pokalturneringen Coppa Italia med både Roma og Bologna.

## Titler
Coppa Italia
- 1964 med Roma
- 1970 med Bologna